# Volucella nigricans
Volucella nigricans är en tvåvingeart som beskrevs av Daniel William Coquillett 1898. Volucella nigricans ingår i släktet humleblomflugor, och familjen blomflugor. Inga underarter finns listade i Catalogue of Life.